# Nikola Reiser
Nikola Reiser (Samobor, 14. listopada 1918. – Zagreb, 23. ožujka 2010.) bio je hrvatski akademski slikar.

## Životopis
Nikola Reiser rodio se 14. listopada 1918. u Mirnovcu kraj Samobora, od roditelja Nikole Reisera i Zdenke r. Sušnik, a umro je u Zagrebu 23. ožujka 2010. Djetinjstvo je proveo u obiteljskoj kuriji izgrađenoj u 16. stoljeću, kasnije dograđivanoj i renoviranoj. Otac mu je bio doktor filozofije, profesor zemljopisa i povijesti, umjetnički i glazbeno obrazovan, a bavio se gospodarstvom na svojemu imanju. U njoj je proveo djetinjstvo i ranu mladost. Hrvatski slikar Zlatko Prica, inače Reiserov najbolji prijatelj, oženio je Reiserovu sestru Zdenku. 
Nikola Reiser pučku školu je polazio u Samoboru, potom gimnaziju u Sisku pa u Zagrebu u današnjoj Križanićevoj ulici, a školske godine 1936./37. iz Mirnovca svakodnevno putuje u Zagreb gdje pohađa gimnaziju na današnjem Rooseveltovom trgu. U to vrijeme počinje crtati, pretežito kopirajući iz knjiga Holbeina, Rubensa, El Greca, ali i po prirodi. Iz 1937. godine potječe i portret oca rađen ugljenom i kredom. Nakon mature 1938. godine upisuje studij povijesti umjetnosti na Filozofskom fakultetu u Zagrebu, koji napušta naredne školske godine kada je položio prijamni ispit i upisao slikarstvo na Akademiji likovnih umjetnosti. Profesori su mu bili Krsto Hegedušić, Omer Mujadžić i Vladimir Becić, a diplomirao je kod Otona Postružnika. 
Godine 1943. odlazi u partizane. Tijekom ratnih godina stalno crta, pa se ti crteži mogu shvatiti i kao svojevrsni ratni dnevnik, jer su slike boraca, ranjenika i prijatelja bez konvencionalne herojizacije i ideoloških stereotipa. Početkom 1944. godine odlazi u Topusko, gdje s grupom umjetnika djeluje u Kulturno-umjetničkom odsjeku ZAVNOH-a, a godinu dana kasnije s grupom umjetnika stiže u Šibenik. 
Nakon rata, 1945., vraća se u Zagreb, gdje iste godine diplomira na Akademiji u klasi prof. Oton Postružnika. Godine 1949/50. boravi u Parizu gdje pohađa Academie Julian. Godine 1957. provodi studijska putovanja po Italiji i Njemačkoj. Godine 1960. boravi nekoliko mjeseci u Njemačkoj, gdje puno radi i izlaže. Od 1966. do 1969. boravi po nekoliko mjeseci godišnje u Švedskoj (Stockholm, Kristianstad, Malmo, Norrkoping) gdje pretežito radi portrete. Od 1969. godine do umirovljenja 1985. predaje na Akademiji likovnih umjetnosti, smjer Slikarstvo. Od 1988. g. vodi s Ljubom Ivančićem Majstorsku radionicu. Redoviti je član HAZU. 
Dobitnik je brojnih nagrada u zemlji i inozemstvu. Od 1944. godine do danas sudjelovao je na više od 300 skupnih izložbi, a bio je zastupljen na Biennalima u Veneciji, Krakowu i New Yorku, te na svjetskoj izložbi u Montrealu, Torontu, Firenzi i Bruxellesu. Imao je oko 80 samostalnih izložbi u domovini, Europi, SAD-u i Kanadi.
U poslijeratnom hrvatskom slikarstvu mjesto Nikole Reisera iz više je razloga i posebno i značajno unatoč činjenici da on nikada nije nastojao mijenjati povijesne tokove. Ovaj slikar kao da se klonio svake radikalne geste, a ipak, kada se odlučivao njegove odluke nisu bile ni konformističke, ni anakronističke.
Što više, može se slobodno reći kako je Reiser tijekom čitava svog stvaralačkog vijeka njegovao zaseban vid subverzivnosti koji najčešće nije bio prepoznat.
U njegovu se djelu jasno luči stroga žanrovska podjela: portret, mrtva priroda, akt i pejzaž. Tijekom četrdesetih godina Reiser je sasvim neočekivanim intimnim supstancama znao u svojim ratnim skicama razbijati krute ideološke, to će reći socrealističke sheme, baš kao što je i kasnije nastojao relativizirati konvencije žanra.
Iako je slikati počeo još kao srednjoškolac, prva slika u ulju nastaje 1941. godine, a prvu samostalnu izložbu je imao 1948. godine u Zagrebu. Radio je s Tadijanovićem, Zlatkom Pricom, Edom Murtićem, Vanjom Radaušem... portretirao je, osim majke, oca, supruge i kćerke, Cesarića, Belu Krleža, Vojina Bakića, Anu Karić (jedan od njegovih najboljih portreta, na slici desno), Antuna Nalisa... i članove švedskog parlamenta, slikao brojne modele, pariške i zagrebačke motive, Veli Lošinj, Vrsar, te kuriju Mirnovec gdje je rođen i koju i danas nosi u srcu.
Ovaj slikar pripada generaciji umjetnika koja je na početku pedesetih godina prva u čitavom socijalističkom bloku Istočne i Srednje Europe odbacila socijalističke dogme. Činili su to pozivajući se na iskustva avangardi. Udio Nikole Reisera u odmaku od socrealizma bio je potpuno različit. On se svjesno okretao na međuratnu tradiciju, na "čisto slikarstvo" lišeno svih socijalnih, političkih i drugih ideoloških aspekata. Takvo pozivanje na prošlo vrijeme bilo je podjednako destabilizirajuće za socrealističku praksu koju je zagovarala politika i u Hrvatskoj vladajućeg realsocijalizma. Kasnih pedesetih i početkom šezdesetih godina u Reiserovu se slikarstvu, više nego ikada, mogu prepoznati recentni izazovi: oni informelističkog podrijetla, baš kao i kolaži svojstveni neodadi.
Pa ipak, ovaj slikar nikada nije aktualnosti prihvaćao bez distance. U kasnijim godinama, nakon 1970., Reiser se ponovno vraća svom ranijem iskustvu u kome žanr ima vrlo važno mjesto. U njegovu će se djelu sada, kao u fugi, ispreplitati četiri teme: portret, akt, pejzaž i mrtva priroda koje će u svom toku oblikovati iznimno konzistentan likovni izraz.
Naoko čvrsto poštovanje pravila tradicionalnih žanrova često dovodi do apsurda u čemu se opet prepoznaje umjetnikova latentna subverzivna priroda.
Gospodin Reiser je dobio Nagradu grada Zagreba (1958.), Srebrnu plaketu Premio di pitturagrada Faenze (1963.), Nagradu Plavog salona, Zadar (1964.), Prvu nagradu jugoslavenske likovne jeseni za akvarel, Sombor (1964.), Nagradu IV. biennala jugoslavenske grafike, Zagreb (1966.), Nagradu Moderne galerije, Rijeka (1985.), Paletu Slave Raškaj, Karlovac (1986.), Nagradu ZAVNOH-a (1990.) i Nagradu Vladimir Nazor za životno djelo (1999.).
Samoborsko Gradsko vijeće usvojilo je uoči proslave Dana Grada 2009. g. prijedlog o proglašenju akademskog slikara Nikole Reisera počasnim građaninom grada. Budući da nije mogao doći na svečanu sjednicu Gradskog vijeća, Nikoli Reiseru gradski su čelnici povelju uručili u njegovom zagrebačkom domu na Zrinjevcu na njegov 91. rođendan, 14. listopada.

## Život s Vesnom, djecom i slikama
Nikola Reiser i 13 godina mlađa Vesna, profesorica anglistike i germanistike, kćerka poznatog zagrebačkog i hrvatskog pulmologa Pere Samarđije, upoznali su se na potpuno "slikarski" način. Jednoga dana, u proljeće 1955. godine, zaustavio je Nikola Vesnu u zagrebačkoj Masarykovoj ulici i, predstavivši joj se, zamolio ju da mu pozira. Nakon što ga je odbila, ispričala je to ocu, i on, koji je već liječio Nikolinu sestru Zdenku, suprugu slikara Zlatka Price, i bio veliki štovatelj Nikolinog slikanja, bio je presretan Nikolinom ponudom i tako je Vesna sjela na stolac kao model... Trajalo je to portretiranje dugo i predugo... Jednom prilikom kada su bili sami u ateljeu, kleknuo je Nikola pred Vesnu i kavalirski joj poljubio ruku, a kada je, drugom prilikom, sve otišlo dalje od rukoljuba, Vesna je zakopčavši gumb na bluzi odvalila Nikoli šamar. Ipak, Nikola nije odsutao, sprijateljio se s Vesninim ocem i sve je na kraju završilo brakom - drugim i za Nikolu i za Vesnu, koja je u brak "donijela" i kćer Mirnu(1949). Bračnu vezu još je više učvrstio 1959. godine sin Nikola, treći Nikola u obitelji.  

## Smrt
Želeći otići tiho, onako kako je i živio posljednjih godina, akademik Reiser umro je u bolnici na Svetom Duhu u 92. godini. Posljednji ispraćaj Nikole Reisera bio je u četvrtak 25. ožujka 2010. godine u najužem krugu obitelji. 

## Vanjske poveznice
- Galerija Mala